# Выборы в Всесоюзный съезд Советов (1927)
Безальтернативные выборы на IV-й всесоюзный съезд Советов прошли в апреле 1927 года, на котором было избрано или делегировано 1603 депутата.

## Ход выборов
Де-факто, выборы представляли собой делегацию членов от автономных правительств красных сил, которые представляли интересы своего правительства и автономии на съезде.
Изначально, выборы должны были пройти 1 января, однако из-за продолжающейся внутрипартийной борьбы, они были перенесены на апрель. Генри Брэйлсфорд так описывал выборы:
Во время моего пребывания [в СССР] в этом году в России проходили всеобщие выборы. Если бы не сообщения в газетах, вряд ли кто-то заподозрил бы это... Нет организации, которая могла бы составить какой-либо альтернативный список кандидатов, и если бы по несчастью это произошло в одном избирательном округе, то никакой договоренности быть не могло...Никакие важные политические вопросы никогда не решаются на советских выборах... Задача выборов заключается скорее в том, чтобы выбрать лиц, которые будут выполнять повседневную административную работу. Вся структура советской системы естественным образом поддается этому ограничению... Городские и сельские советы, которые избираются напрямую, являются муниципальными органами власти, сфера деятельности и методы работы которых не сильно отличаются от таковых у муниципальных органов в других местах... Атмосфера советских выборов в Москве, соответственно, скорее ближе к атмосфере муниципальных выборов в Англии, чем к атмосфере всеобщих парламентских выборов... Атмосфера выборов и, по сути, дебатов в самих Советах, странно далеко от "политики", как ее понимают западные демократии. Тут "большая семья", движимая единой целью, в таких случаях садится за стол, чтобы управлять своим общим имуществом... Заключительным этапом выборов в России является общее собрание, на котором утверждаются кандидаты и вручаются им мандаты... Я думаю, что в любом случае было достигнуто единодушие, что, собственно, и является целью выборов в России.H.N. Brailsford, A Soviet Election, "How the Soviets Work," Vanguard Press, November 1927 (from the Vanguard Studies of Soviet Russia), NY.
Данные выборы впервые стали последними со значительным приростом независимых депутатов, а сельские избиратели постепенно смягчили своё отношение к Советам, привлекая свои советы на выборы, и сделав их самим по себе менее оппозиционными к действующим властям.
При всём этом, хоть СССР и был однопартийным государством, избиратели всё ещё активно участвовали в антикоммунистических акциях и голосовали против кандидатов от ВКП(б) в пользу условно оппозиционных беспартийных, что вызывало ужас и ярое недовольство у левого крыла партии, в частности, у троцкистов. Так, в сельской местности шла активная крестьянская компания против большевиков, но она, из-за поражения в правах священников, а также любых оппозиционных деятелей, потерпела неудачу.
Многие крестьяне были крайне недовольны и раздражены действующей дискриминационной избирательной системой, требуя изменения конституции и учреждение равных, свободных выборов, что приводило к критически низкой явке и постоянным перевыборам.

## Итог выборов
| IV-ый всесоюзный съезд советов        |                                                  |        |        |       |       |       |
| Партия                                | Партия                                           | Голоса | Голоса | Места | Места | Места |
| Партия                                | Партия                                           | No.    | %      | До    | После | +/–   |
|                                       | Всесоюзная коммунистическая партия (большевиков) | —      | 72,48  | 1930  | 1162  | ▼-768 |
|                                       | Беспартийные                                     | —      | 27,52  | 346   | 441   | ▲93   |
|                                       |                                                  |        |        |       |       |       |
| Действительных голосов                | Действительных голосов                           | —      | —      | —     | —     | —     |
| Недействительных голосов              | Недействительных голосов                         | —      | —      | —     | —     | —     |
| Всего                                 | Всего                                            | —      | 100.00 | 2276  | 1603  | ▼-673 |
| Зарегистрированных избирателей / Явка | Зарегистрированных избирателей / Явка            | —      | —      | —     | —     | ▬     |